# Jefferson (Géorgie)
Pour les articles homonymes, voir Jefferson.
Ne pas confondre avec la ville située dans le même État, Jeffersonville (Géorgie)
La ville américaine de Jefferson est le siège du comté de Jackson, dans l’État de Géorgie. Lors du recensement de 2010, sa population s’élevait à 9 432 habitants.

## Démographie
| 1880 | 1890 | 1900 | 1910  | 1920  | 1930  |
| ---- | ---- | ---- | ----- | ----- | ----- |
| 419  | 540  | 726  | 1 207 | 1 626 | 1 869 |

| 1940  | 1950  | 1960  | 1970  | 1980  | 1990  |
| ----- | ----- | ----- | ----- | ----- | ----- |
| 1 839 | 2 040 | 1 746 | 1 647 | 1 820 | 2 763 |

| 2000  | 2010  | - | - | - | - |
| ----- | ----- | - | - | - | - |
| 3 825 | 9 432 | - | - | - | - |

## Source
- (en) Cet article est partiellement ou en totalité issu de l’article de Wikipédia en anglais intitulé « Jefferson, Georgia » (voir la liste des auteurs).